# Leintz Domingue
Leintz Domingue (?-19 de junio de 2021) fue un futbolista hatiano que se desempeñaba como delantero.

## Trayectoria
Empezó jugando al menos en 1967, en el Victory SC. Luego en 1971 estuvo con el Racing Club Haïtien, club donde se mantuvo hasta 1977.

## Selección nacional
Fue un gran goleador de la selección de Haití, estando en varios torneos continentales, desde el Campeonato de Naciones de la Concacaf de Honduras 1967 hasta el de México 1977.

### Participaciones en Campeonatos Concacaf
| Copa                                          | Sede              | Resultado    | Part. | Goles |
| --------------------------------------------- | ----------------- | ------------ | ----- | ----- |
| Campeonato de Naciones de la Concacaf de 1967 | Honduras          | Quinto lugar | 0     | 0     |
| Campeonato de Naciones de la Concacaf de 1971 | Trinidad y Tobago | Subcampeón   | 2     | 1     |
| Campeonato de Naciones de la Concacaf de 1977 | México            | Subcampeón   | 5     | 2     |